# 海老沢勝二
海老沢 勝二（旧字体：海󠄀老澤 勝󠄁二、えびさわ かつじ、1934年〈昭和9年〉5月5日 - ）は、日本のジャーナリスト。公益財団法人日本相撲協会評議員会議長、公益財団法人日本音楽財団会長、一般財団法人世界少年野球推進財団理事、一般財団法人日本ウズベキスタン・シルクロード財団評議員長（会長）、一般社団法人日本外交協会理事、NPO法人日本グローバル・コミュニケーション・センター理事。
過去に、日本放送協会（NHK）職員→第17代会長、横綱審議委員会第11代委員長、アジア太平洋放送連合（ABU）会長、日本赤十字社常任理事、公益財団法人日本相撲協会外部理事等を歴任していた。
茨城県行方郡潮来町（現・潮来市）出身で、潮来市名誉市民、潮来市水郷いたこ大使。

## 来歴・人物

### 記者時代
早稲田大学高等学院を経て早稲田大学政治経済学部政治学科卒業後、1957年にNHK入局。
最初は福岡放送局で記者として修行を積む。東京に移ってからは政治部で記者として勤めた後、管理職として出世した。
1991年に島桂次が会長の座を追われると、専務理事の職を解かれ出向、子会社・NHKエンタープライズ社長に就任。その後NHK本体に復帰し1993年に専務理事に復職、1994年に会長・川口幹夫の下で副会長に就任する。

### 会長就任
川口の後任として、1997年7月31日から2005年1月25日までの約8年間会長を務めた。この間、1999年にABU会長となり、2002年には「国際エミー賞」の経営者賞を受賞した（理由はハイビジョンの普及など）。また、韓流ドラマの放送に力を入れブームの原動力となった。
2001年 - 2004年までの『NHK紅白歌合戦』の司会陣を会長であった自身の「NHK色を強めたい」との強い意向でNHKアナウンサーで固めさせた。
『NHKニュース10』の開始は、テレビ朝日『ニュースステーション』に対抗する報道番組を作りたいという海老沢の意向が大きいとされる。
在任中、プロ野球・読売ジャイアンツ戦の視聴率低迷で放映を渋り始めた日本テレビに替わって、巨人戦の一定の放送枠を買い取った。契約前、東京ドームのVIP席で讀賣新聞主筆の渡邉恒雄からトップセールスを受ける場面は、日本テレビの巨人戦生放送の合間に紹介された。

### NHK不祥事
2004年中に相次いで発覚した一連のNHKの不祥事を巡って、自身が参考人招致された総務委員会の国会中継を生放送でしなかった致命的ミスを下し、その後も最高責任者としてNHKの信頼回復とNHK改革に尽力する旨を表明していたが、2005年1月に会長職を辞任した。
また、この不祥事によって海老沢はNHKで人事権を武器に独裁的な立場にあると批判され、週刊誌などで「エビジョンイル」というニックネームを付けられた。なお、後のNHK会長となった籾井勝人にも、海老沢と同じ理由で「モミジョンウン」と揶揄されていた時期があった。

### 辞職から現在
会長辞任翌日に後任者・橋本元一の任命でNHK顧問として再就任したが、世間の猛反発に遭いわずか数日で辞任した。
2005年4月より杏林大学の客員教授、2006年1月より読売新聞社の調査研究本部顧問を務めている。
NHK会長在職時の1999年5月より横綱審議委員会の委員を務めており、2005年1月23日の大相撲一月場所千秋楽の表彰式「NHK金盃」の授与では、自ら土俵に上がり表彰状を読み上げ、幕内最高優勝した横綱・朝青龍明徳に表彰状と金杯を授与した（通常は代読がほとんどである）。
2007年1月には横綱審議委員会の委員長に就任した。このためNHKのニュースに海老沢の姿が再び見られるようになった。2009年1月に、横綱審議委員会委員を退任。
NHK退職金については2005年の辞任時より支払いが凍結されていたが、2009年10月13日、NHK会長在籍中の分は支払われない方向で決着した。会長就任前の分については支払われるため、退職金は3,146万円の支給となる。
2008年、日本ゴルフツアー機構理事に就任。2012年3月、小泉直会長の後任として、日本ゴルフツアー機構会長に就任、2016年3月に名誉会長に就任。会長を青木功に引き継いだ。
2012年2月1日、日本相撲協会外部理事に就任。2016年3月29日、日本相撲協会外部理事を任期満了に伴い退任したが、同年8月に日本相撲協会の評議員に選任されている。2018年6月に評議員会議長に就任。
2018年6月、日本音楽財団の会長に就任。